# چکمه‌سبز
چکمه‌سبز نامی است که به جسد ناشناس یک کوهنورد گفته می‌شود و به یک محل شناخته شده در مسیر اصلی خط الراس شمال شرقی کوه اورست تبدیل شده‌است. جسد تاکنون به‌طور رسمی شناسایی نشده‌است، اما اعتقاد بر این است که وی تسوانگ پالژور، کوهنورد هندی است که در ۱۹۹۶ در اورست جان سپرد. اصطلاح چکمه سبز از چکمه‌های کوهنوردی کوفلاچ که به رنگ سبز بر پای او قرار دارد گرفته‌است.

## تاریخ
اولین فیلم ضبط شده از چکمه سبز در ۲۱ مه ۲۰۰۱ توسط کوهنورد فرانسوی پیر پیپرون فیلمبرداری شد. در این ویدئو، چکمه‌های سبز نشان داده شده‌است که به سمت چپ خود خوابیده‌است و رو به قله است. با توجه به پپرون، شرپاها به او گفت که جسد موجود بدن یک کوهنورد چینی است که شش ماه قبل از صعود تلاش کرده بود.